# 논설
논설(Opinion piece, 論說, 문화어: 론설) 혹은 오피니언이란 신문이나 잡지 등지에서 게재되는 글로 특정 주제에 대한 저자의 의견을 쓴 글이다. 수 많은 정기 간행물에 이러한 논설이 실린다.

## 사설
논설 기사는 보통 간행물의 선임 편집진이나 논설위원이 작성한 사설(Editorials)의 형태를 취하며, 이런 사설은 작성자가 누구인지 표기하지 않으며 그 정기 간행물의 의견을 반영한다고 간주된다. 《뉴욕 타임스》나 《보스턴 글로브》와 같은 주요 신문에서는 사설을 일종의 '오피니언'으로 분류한다.

## 칼럼
논설의 또 다른 종류에는 (정규 혹은 객원) 칼럼니스트가 작성한 기사인 칼럼이 있다. 칼럼(Columns)이라고 하는 이런 글은 글쓴이의 의견이 강하게 반영될 수 있으며, 이렇게 표현된 의견은 정기 간행물의 의견이 아닌 필자의 의견이다. 예를 들어 칼럼니스트는 해학만을 목적으로 한 말도 안되는 넌센스적 칼럼을 쓸 수 있다.

## 기명 논평
기명 논평(Op-ed, opposite the editorial page)은 신문의 특정 면에 기제되는 논설 기사로 종종 각 주제별 전문가나 이슈에 대해 독특한 견해를 가진 사람 또는 신문사에 고용된 정규 칼럼니스트가 작성한다. 기명 논평은 편집진이 작성을 요청할 수도 있지만 저자가 직접 제출해 개제를 요구할 수도 있다. 이런 논평의 개제 결정은 편집위원회에 달려 있지만 표현된 모든 의견은 저자의 의견이다.

## 같이 보기
- 설득하는 글쓰기

## 참고 문헌
- Westin, Ingrid (2002). 《Language change in English newspaper editorials》. Editions Rodopi B.V. ISBN 90-420-0863-6.